# 筑間はこべ
筑間 はこべ（ちくま はこべ、1977年11月4日 - ）は、日本のタレント・モデルで、元レースクイーン。血液型はA型。
所属事務所はサムデイ→ハイタイド（サムデイのグループ会社）。2008年4月末、ハイタイドとの契約を解消し、現在フリーで活動中。

## 人物・略歴
- 神奈川県横須賀市出身[1]。横浜国立大学教育学部附属鎌倉中学校→神奈川県立鎌倉高等学校[2]→日本大学文理学部社会学科卒業。高校の同級生にロックバンド「山嵐」のボーカル・KOJIMAがいる[3]。
- サムデイ所属時は、ヴォーカリストとして、2002～3年の半年間、SBS(韓国)の連続ドラマ「Ice Flower」の挿入歌「Promises」を日本人アーティスト”Hakobe”として、韓国人アーティスト”KHAI”とデュエットをした。日韓ワールドカップ開催年で、事務所の関連プロジェクトだったと言われている。現在でも、ファン感謝イベントなどで歌唱を披露することもある。
- 大学在籍時よりイベントコンパニオンを務め、そのまま東京モーターショーやシーテックなどの展示会でのモデルも務めた。
- しかし、当時は、自分が目指すのはあくまでも歌手と、周囲からの再三にわたるレースクイーンやモデルへの転向を勧める声にも、「レースクイーンだけは絶対にやらない」と、頑なに固辞していた[要出典]。
- 一時期、芸能人女子フットサルチーム「Team Good（後のZENT sweeties）」に所属していた。
- 中学在学時にNHK全国学校音楽コンクールで、神奈川県コンクール金賞、関東甲信越コンクール銅賞を受賞している。

## レースクイーン
- 2005年 SUPER GT・RE雨宮 swift キャンペーンガール
- 2006年 SUPER GT・apr THREE ONE イメージガール、JLMC・TEAM KAWAMURA レースクイーン
- 2007年 SUPER GT・houzan's cosmos サーキットレディ、JLMC・TEAM KAWAMURA レースクイーン

## 出演

### CD
- 「Promises　(Ice Flower OST収録）」（2002年）

### TV
- 「まるとく（東京ディズニーランド20周年特集）」（テレビユー福島 2003年）
- 「貴方にサプリ」レギュラー（SPEED JAX 2005年）
- 「RE↑」レギュラー（エンタ!371 2005年）
- 「ロンQ!ハイランド」（日本テレビ 2006年）
- 「around30」（フジテレビ 2007年）

### CM
- （株）ダリア「パルティ’07春篇」（2007年）

### ラジオ
- 「ドン小西のまさにここだけの話」レギュラーパーソナリティー（2005年10月 - 2006年10月）
- 「鈴木亨のナイスショット」 レギュラーパーソナリティー（2007年4月 - ）

### DVD
- 「watari&Okiramの簡単・上達 ヒップホップ 超入門」（2006年）
- 「RE AMAMIYA GIRLS 2005」（2006年）

### 広告
- 日立カレンダー（2003年）
- 「ピュウ・ベッロ」ビューティスタジオ　イメージキャラクター（2005年8月〜現在）

### 雑誌
- 「club piubello」表紙（2005年）
- 「遊とぴあ」表紙（2006年）
- 「U・topia」表紙（2006年）
- 「掘り出しパーツ」表紙（2007年）